# Velika Klisa
Velika Klisa is een plaats in de gemeente Đulovac in de Kroatische provincie Bjelovar-Bilogora. De plaats telt 11 inwoners (2001).